# Caspar Tobias Zollikofer

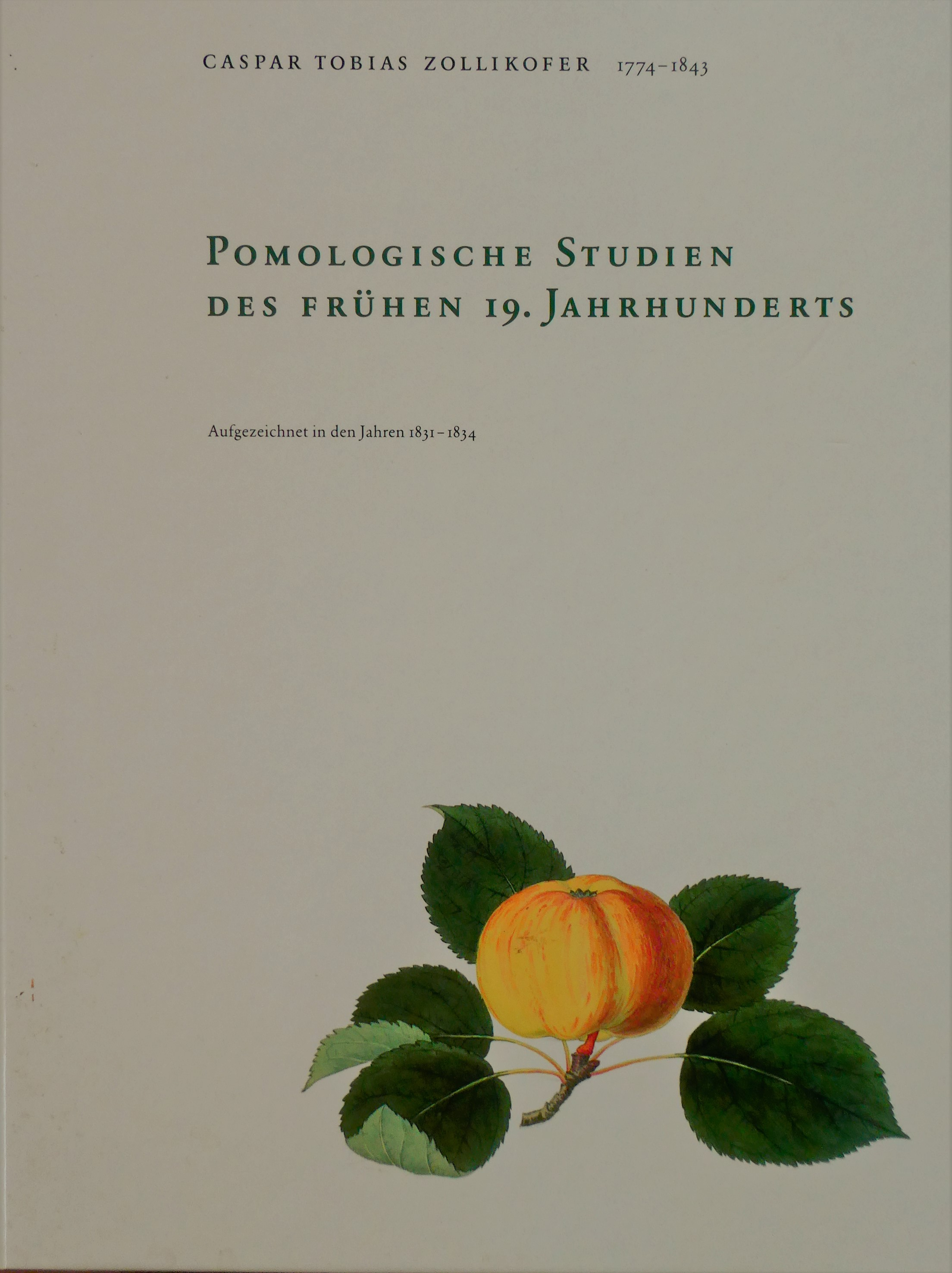
Titel des Faksimiles von Zollikofers Pomologischen Studien

Caspar Tobias Zollikofer (auch genannt Kaspar Zollikofer von Altenklingen) (* 16. Mai 1774 auf Schloss Bürglen; † 6. Dezember 1843 in St. Gallen) war ein Schweizer Pharmazeut und Naturforscher.

## Leben und Wirken
Caspar Tobias Zollikofers Vater, Johann Georg Zollikofer aus dem Geschlecht der Zollikofer von Altenklingen auf Schloss Altenklingen war der letzte Obervogt der der Stadt St. Gallen gehörenden Herrschaft Bürglen.
Zollikofer studierte Arzneiwissenschaft in Zürich bei Johann Heinrich Rahn, Paul Usteri und Römer sowie in Halle bei Meckel, Kurt Sprengel und Johann Christian Reil. Mit der Dissertation Sensus Externus erwarb er hier am 28. Juni 1794 die medizinische Doktorwürde und wurde Mitglied der «Schweizerischen Gesellschaft correspondierender Aerzte und Wundärzte». Er setzte seine Ausbildung in Edinburgh fort.
1797 kehrte er nach St. Gallen zurück. In der Zeit des Umsturzes der Alten Eidgenossenschaft machte er sich beim Aufbau des neuen Kantons Säntis verdient und wurde zum Obersekretär dessen Verwaltungskammer berufen. Nach deren Auflösung im Jahr 1802 widmete er sich seinem Beruf als Arzt. 1803 eröffnete er mit Daniel Meyer die «Apotheke zum blauen Himmel» in St. Gallen, die Meyer ab 1808 allein weiterführte. Er bekleidete auch die Ämter des Sanitätsrates, des Präsidenten der Sanitätskommission, war Distrikts- und Appellationsrichter sowie Kantonsrat und Ortsschulrat. 
In seiner Freizeit widmete sich Zollikofer den Naturwissenschaften. 1816 trat er in Bern der im Vorjahr in Genf gegründeten Naturforschenden Gesellschaft bei, und 1819 war er Mitbegründer der Stiftung der «St. Gallischen Naturwissenschaftliche Kantonalgesellschaft», der er anschliessend als Präsident vorstand. 1820 wurde er Mitglied der Leopoldina und 1843 korrespondierendes Mitglied des «Nationalinstituts zur Beförderung der Wissenschaften» in Washington.
1815 bis 1837 fertigte er, in der Absicht, eine illustrierte schweizerische Alpenflora herauszugeben, mehr als 950 Aquarelle und Bleistiftzeichnungen von Pflanzen seiner näheren Umgebung und Alpenpflanzen aus dem Säntisgebiet sowie über 200 Zeichnungen von Insekten, wobei er von seinem 1810 eingestellten Diener Johann Ulrich Fitzi unterstützt wurde. Er befasste sich auch mit dem Obstanbau in der Ostschweiz und fertigte 1831 bis 1834 Aquarelle von 200 Apfel- und Birnensorten. Er übernahm dabei die Methodik der Sortenbeschreibung von Adrian Diel. Nees von Esenbeck und andere botanische Freunde benannte einige Pflanzen nach ihm. 
Am 14. Mai 1822 heiratete Zollikofer seine Jugendfreundin Charlotte Wilhelmine Johanna Elisabeth, verwitwete Gradmann († 1829). 1841 trat er als ältester Zollikofer der Georgischen Linie in den Familienfideikommiss ein. Nachdem er infolge eines apoplektischen Anfall verstorben war, verheizten seine Hinterbliebenen über acht Tage seinen schriftlichen Nachlass. Da seinem Testament die nötige Rechtsform fehlte, wurde seine Bibliothek zerstreut und seine Naturaliensammlung für das Naturhistorische Museum angekauft.

## Ehrungen
Nach Zollikofer sind sie Pflanzengattungen Zollikoferia Nees  und Zollikoferiastrum (Kirp.) Kamelin, beide aus der Familie der Korbblütler (Asteraceae) benannt.

## Schriften
- Versuch einer Alpen-Flora der Schweiz. Tentamen florae Alpinae Helvetiae, iconibus lapide incisis et descriptionibus illustratae. Huber, Frauenfeld 1828.